# Rua de Mota Pinto
A Rua de Mota Pinto é um arruamento na freguesia de Ramalde da cidade do Porto, em Portugal.

## Origem do nome
O nome foi atribuído em homenagem ao professor catedrático e político Carlos Alberto da Mota Pinto (1936-1985).